# Milan-Turin 2021
La 102e édition de Milan-Turin a  lieu le 6 octobre 2021, sur une distance de 190 kilomètres, entre Magenta et Superga. Elle fait partie du calendrier UCI ProSeries 2021 (deuxième niveau mondial) en catégorie 1.Pro. C'est également l'une des manches de la Coupe d'Italie.

## Équipes
| WorldTeams (15)- Deceuninck-Quick Step - AG2R Citroën Team - Astana-Premier Tech - Bora-Hansgrohe - Cofidis - Groupama-FDJ - Ineos Grenadiers - Intermarché-Wanty-Gobert Matériaux - Israel Start-Up Nation - Jumbo-Visma - Movistar Team - Team DSM - Qhubeka NextHash - Trek-Segafredo - UAE Team Emirates ProTeams (8)- Androni Giocattoli-Sidermec - Bardiani CSF Faizanè - Caja Rural-Seguros RGA - Eolo-Kometa - Euskaltel-Euskadi - Gazprom-RusVelo - Arkéa-Samsic - Vini Zabù |
| |

## Classement final
| \| Classement général \| Classement général \| Classement général \| Classement général \| Classement général \| \| Coureur \| Coureur \| Pays \| Équipe \| Temps \| \| ------------------ \| ------------------ \| ------------------ \| ---------------------- \| ------------------ \| \| 1er \| Primož Roglič \| Slovénie \| Jumbo-Visma \| 4 h 17 min 41 s \| \| 2e \| Adam Yates \| Royaume-Uni \| Ineos Grenadiers \| + 12 s \| \| 3e \| João Almeida \| Portugal \| Deceuninck-Quick Step \| + 35 s \| \| 4e \| Tadej Pogačar \| Slovénie \| UAE Team Emirates \| + 35 s \| \| 5e \| Michael Woods \| Canada \| Israel Start-Up Nation \| + 48 s \| \| 6e \| David Gaudu \| France \| Groupama-FDJ \| + 48 s \| \| 7e \| Diego Ulissi \| Italie \| UAE Team Emirates \| + 48 s \| \| 8e \| Fausto Masnada \| Italie \| Deceuninck-Quick Step \| + 48 s \| \| 9e \| Nairo Quintana \| Colombie \| Arkéa-Samsic \| + 48 s \| \| 10e \| Alejandro Valverde \| Espagne \| Movistar Team \| + 48 s \| |                    |             |                        |                 |
| |                    |             |                        |                 |
| Source : ProCyclingStats |                    |             |                        |                 |
| Classement général |                    |             |                        |                 |
| Coureur | Coureur            | Pays        | Équipe                 | Temps           |
| 1er | Primož Roglič      | Slovénie    | Jumbo-Visma            | 4 h 17 min 41 s |
| 2e | Adam Yates         | Royaume-Uni | Ineos Grenadiers       | + 12 s          |
| 3e | João Almeida       | Portugal    | Deceuninck-Quick Step  | + 35 s          |
| 4e | Tadej Pogačar      | Slovénie    | UAE Team Emirates      | + 35 s          |
| 5e | Michael Woods      | Canada      | Israel Start-Up Nation | + 48 s          |
| 6e | David Gaudu        | France      | Groupama-FDJ           | + 48 s          |
| 7e | Diego Ulissi       | Italie      | UAE Team Emirates      | + 48 s          |
| 8e | Fausto Masnada     | Italie      | Deceuninck-Quick Step  | + 48 s          |
| 9e | Nairo Quintana     | Colombie    | Arkéa-Samsic           | + 48 s          |
| 10e | Alejandro Valverde | Espagne     | Movistar Team          | + 48 s          |

## Classements UCI
La course attribue aux coureurs le même nombre de points pour l'UCI Europe Tour 2021 et le Classement mondial UCI.
| Position           | 1er | 2e  | 3e  | 4e  | 5e | 6e | 7e | 8e | 9e | 10e | 11e | 12e | 13e | 14e | 15e | 16e à 30e | 31e à 40e |
| Classement général | 200 | 150 | 125 | 100 | 85 | 70 | 60 | 50 | 40 | 35  | 30  | 25  | 20  | 15  | 10  | 5         | 3         |